# 히로시마 도요 카프 (2군)
히로시마 도요 카프(일본어: 広島東洋カープ, Hiroshima Toyo Carp)의 2군 팀은, 일본의 프로 야구 구단이며, 히로시마 도요 카프 계열의 구단이다. 웨스턴 리그 (일본) 구단 중의 하나이며 홈구장은 1군 홈구장이 있는 히로시마 현 히로시마 시 미나미구에 있는 마쓰다 스타디움에서 아주 먼곳인 야마구치현 이와쿠니 시에 있는 히로시마 도요 카프 유우 연습장이다.